# Raionul Odesa, județul Odessa
Raionul Odesa a fost unul din cele patru raioane ale județului Odessa din Guvernământul Transnistriei între 1941 și 1945.